# Røros Station
Røros Station (Røros stasjon) er en jernbanestation på Rørosbanen, der ligger i byen Røros i Norge. Stationen består af flere spor, to perroner, en stationsbygning i træ med ventesal og Narvesen-kiosk og forskellige andre bygninger. Stationen betjenes af fjerntog mellem Hamar og Trondheim og er desuden endestation for lokaltog til Trondheim.
Stationen åbnede 17. oktober 1877 sammen med den sidste del af banen fra Koppang til Røros. Fra åbningen og indtil 11. december 1944 var stationen en rebroussementsstation. Den var forbundet med hovedbanen mod nord via en 2 km lang sidebane fra Statene. Efter at en ny strækning på 3,6 km syd for Håelva blev taget i brug, blev stationen en gennemkørselsstation, og den oprindelige 1,55 km lange strækning mellem Statene og km 395,5 blev nedlagt. I forbindelse med banens 125 års jubilæum i 2012 blev stationen renoveret for ca. 12 mio. NOK.
Stationsbygningen blev opført til åbningen i 1877 efter tegninger af Peter Andreas Blix.